# Araneus salto
Araneus salto là một loài nhện trong họ Araneidae.
Loài này thuộc chi Araneus. Araneus salto được Herbert Walter Levi miêu tả năm 1991.